# بخش غربی امانسی
بخش غربی امانسی (به لاتین: Amansie West District) یک منطقهٔ مسکونی در غنا است که در Manso Nkwanta واقع شده‌است.

## خصوصیات
بخش غربی امانسی ۱٬۱۴۱ کیلومترمربع مساحت و — نفر جمعیت دارد.